# Tirà becplaner crestablanc
El tirà becplaner crestablanc (Platyrinchus platyrhynchos) és un ocell de la família dels tirànids (Tyrannidae).

## Hàbitat i distribució
Viu entre la malesa del bosc de les terres baixes des de l'extrem oriental de Colòmbia, sud de Veneçuela, Guyana i Surinam, cap al sud, a través de l'est de l'Equador i est del Perú fins al nord de Bolívia i Brasil amazònic.